# Церковь Пресвятой Троицы (Дединово)
Церковь Пресвятой Троицы — действующий храм села Дединово, Луховицкого района Московской области. Приход церкви входит в Луховицкий благочиннический округ Московской Епархии РПЦ.

## История
Первое упоминание о деревянном кладбищенском храме датируется 1647 годом. На его месте в 1697—1700 годах на средства местного купца Никиты Федоровича Шустова возведён каменный храм Святой Троицы с приделом в честь Успения Пресвятой Богородицы. Мастер Маркел Степанов богато украсил белокаменной резьбой стены церкви. В 1808 году построен придел святителя Николая и дом причта. У его алтаря похоронен иерей Федор Григорьевич Пустынский (1787—1833), чьими трудами и построен придел.
В 1930-х годах церковь была закрыта советской властью.

## Устройство
Церковь выстроена в стиле московского барокко, имеет крестообразную форму, барабан венчают пять куполов.
Церковь имеет три придела:
- престол в честь Пресвятой Троицы — главный
- престол в честь Успения Пресвятой Богородицы
- престол в честь святителя Николая

## Современная жизнь
Церковь возвращена верующим и вновь открыта в 1989 году. В настоящее время ведутся реставрационные работы.